# Digitaria hitchcockii
Digitaria hitchcockii är en gräsart som först beskrevs av Mary Agnes Chase, och fick sitt nu gällande namn av Lucien Leon Hauman och Van der Veken. Digitaria hitchcockii ingår i släktet fingerhirser, och familjen gräs. Inga underarter finns listade i Catalogue of Life.